# Monti Korgonskij
I monti Korgonskij (in russo  Коргонский хребет?, Korgonskij chrebet), o monti Korgon, sono una catena montuosa nella parte nord-ovest dei monti Altaj, nella Siberia meridionale. I monti si trovano in Russia, nel Territorio dell'Altaj e nella Repubblica dell'Altaj.

## Geografia
La catena montuosa si allunga da nord-ovest a sud-est per circa 100 km tra i monti Baščelakskij e Tigireckij, a nord, e i Koksujskij, a sud. La cima più alta, il monte Majak Šangina, tocca i 2 488 m.
Le montagne sono composte principalmente da tufo, arenaria, scisti. Le pendici della cresta sono ripide, divise dalle profonde vallate dei fiumi Kumir, Korgon e altri del bacino del fiume Čaryš. Fino a un'altezza di 1900 m ci sono foreste di conifere scure con sezioni di larice; ad altezze superiori, sulle cime piatte, ci sono prati subalpini e alpini.